# 亮叶十大功劳
亮叶十大功劳（学名：Mahonia nitens）为小檗科十大功劳属的植物，是中国的特有植物。分布于中国大陆的贵州、四川等地，生长于海拔650米至2,000米的地区，多生于混交林中、溪边、灌丛中和山坡，目前尚未由人工引种栽培。